# Ruše

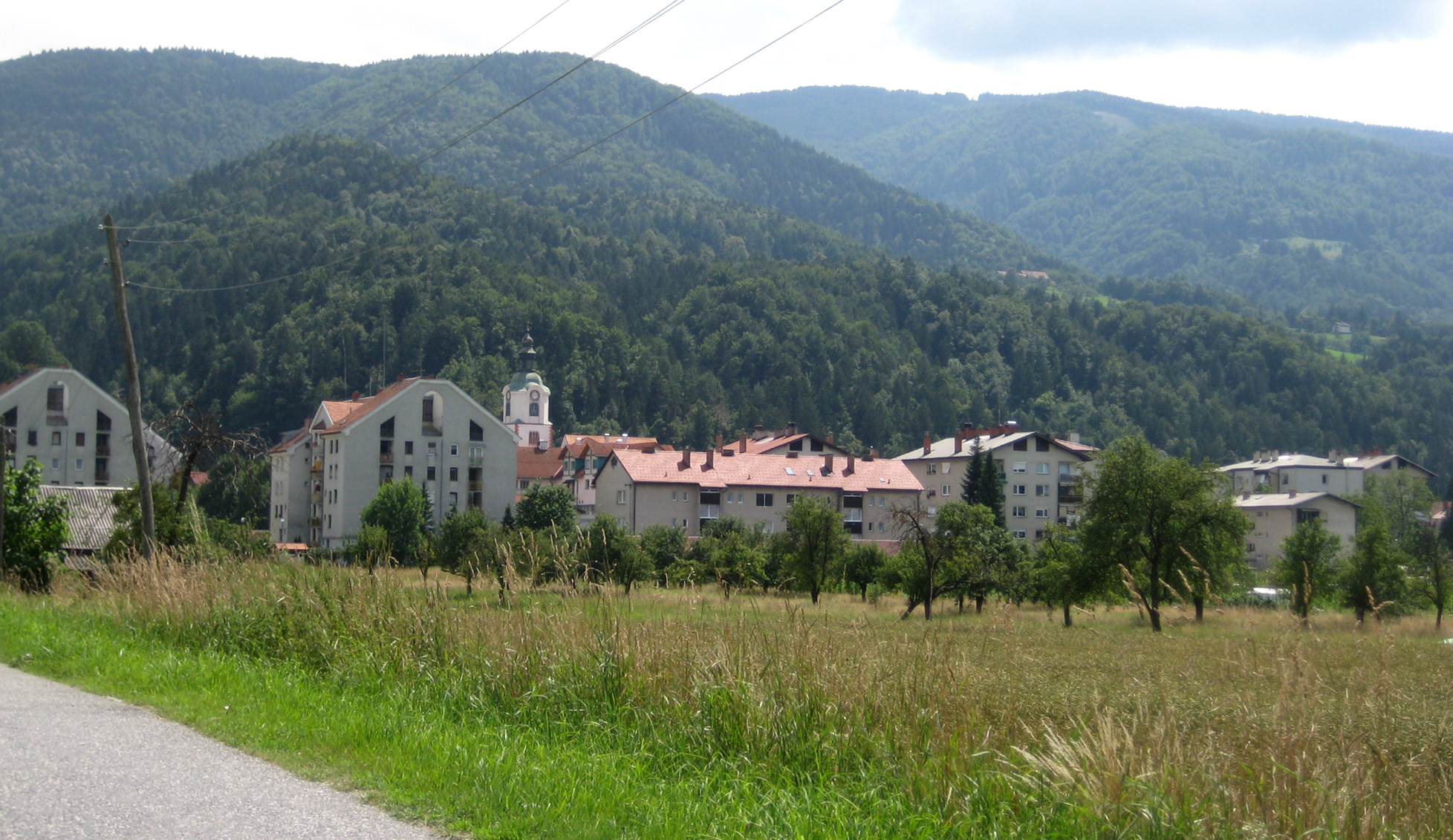
Blick in Richtung des Ortszentrums von Ruše. Im Hintergrund ist das Pohorje zu sehen.

Die Ortschaft Ruše (deutsch (historisch): Maria Rast) ist der Hauptort und Verwaltungssitz der Gemeinde Ruše in der historischen Landschaft Spodnja Štajerska (Untersteiermark), Region Podravska, in Slowenien.

## Lage
Ruše liegt am rechtsseitig der Drau. Der Großteil der Bevölkerung lebt im äußersten Nordosten des Gemeindegebietes, hier bildet das Drautal eine Ebene auf etwa 300 m ü. A. Der Rest wird vom hügeligen Pohorje (Bacherngebirge) eingenommen und ist naturgemäß dünn besiedelt. Das Ortszentrum ist etwa 12 km vom Mariborer Stadtzentrum entfernt.

## Sehenswürdigkeiten
- Mariborsko-Pohorje-Ski- und Wandergebiet